# Clayfighter 2: Judgment Clay
Clayfighter 2: Judgment Clay är ett SNES-spel utvecklat av Interplay, och uppföljaren till Interplays Clayfighter. Speltiteln är en ordlek på filmtiteln Terminator 2: Judgment Day.
Bland de spelbara figurerna finns snögubben Bad Mr. Frosty, lerklumpen Blob, kaninen Hoppy, fruktmannen Nana Man från Jamaica, kängrun Kangoo, ungdomsbrottslingen Goo Goo, bläckfisken Octo och muskelknutten Tiny.

### Fotnoter
1. 1 2  ”Clayfighter 2: Judgment Clay” (på svenska). Super Power (Solna) (4 1995). maj 1995. Läst 25 april 2014.